# Chi Hạc

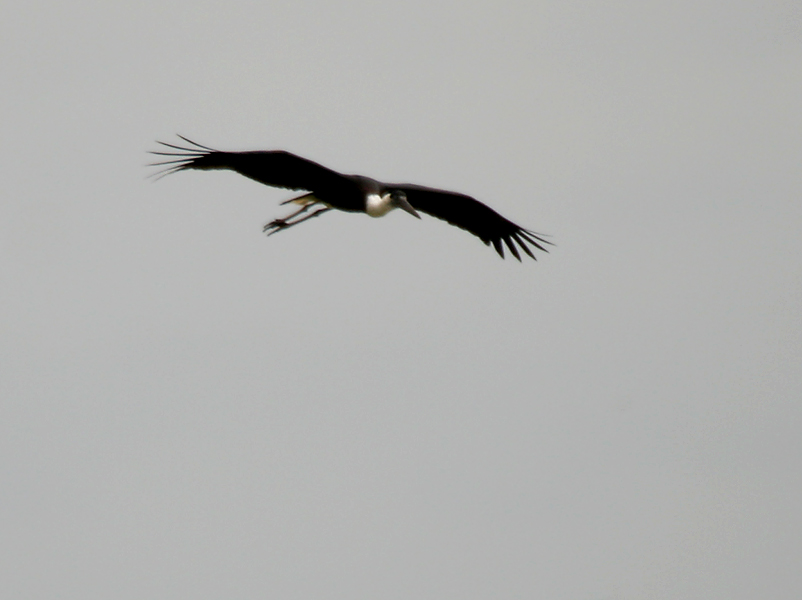
Ciconia episcopus

Chi Hạc, danh pháp khoa học Ciconia, là một chi thuộc Họ Hạc. Sáu trong số bảy loài sống ở khu vực Cựu thế giới, nhưng hạc Maguari phân bố ở khu vực Nam Mỹ. Ngoài ra, các hóa thạch cho thấy hạc Ciconia có vẻ phổ biến hơn ở châu Mỹ nhiệt đới trong thời tiền sử.

## Mô tả
Đây là loài hạc lớn, điển hình có chiều cao 100 cm, với sải cánh dài 180 cm và mỏ dày. Thành viên của chi này phong phú về kiểu bộ lông hơn so với loài hạc khác, nhưng một số loài có thân trên và đôi cánh đen, và bụng và dưới đuôi màu trắng. Con chưa trưởng thành có màu xám hơn con lớn.
Hạc Ciconia sống thành đàn, và sống với nhau thành cặp suốt đời. Chúng thường làm tổ lớn bằng nhánh cây trên cây, mặc dù hạc Maguari làm tổ trên mặt đất và ít nhất ba loài xây dựng tổ của chúng trên các khu vực nhà cửa của con người. Một trong số đó, hạc trắng, có lẽ là nổi tiếng nhất của tất cả các loài hạc, với vô số huyền thoại và văn hóa dân gian kết hợp với du khách quen thuộc đối với châu Âu.
Loài hạc thuộc chi này ăn ếch, côn trùng, chim nhỏ, thằn lằn và động vật gặm nhấm. Chúng bay với cổ dang ra, giống như hầu hết các loài cò khác, nhưng không giống như diệc mà rút lại cổ lại khi bay.
Các loài di cư như hạc trắng và hạc đen bay với đôi cánh dang rộng và dựa vào nhiệt của không khí nóng để duy trì tầm bay dài. Vì chỉ nhiệt chỉ được tạo ra từ mặt đất, các con hạc thuộc chi này, như chim ăn thịt lớn, phải vượt qua Địa Trung Hải tại điểm hẹp nhất, và nhiều trong số những con hạc này có thể được nhìn thấy đi qua eo biển Gibraltar và Bosphorus khi di cư.

## Phân loài
Chi Hạc gồm 7 loài hiện còn tồn tại.
- Ciconia abdimii
- Ciconia boyciana
- Ciconia ciconia: Hạc trắng
- Ciconia episcopus: Hạc cổ trắng
- Ciconia maguari
- Ciconia nigra: Hạc đen
- Ciconia stormi